# Око (журнал, Українська Держава)

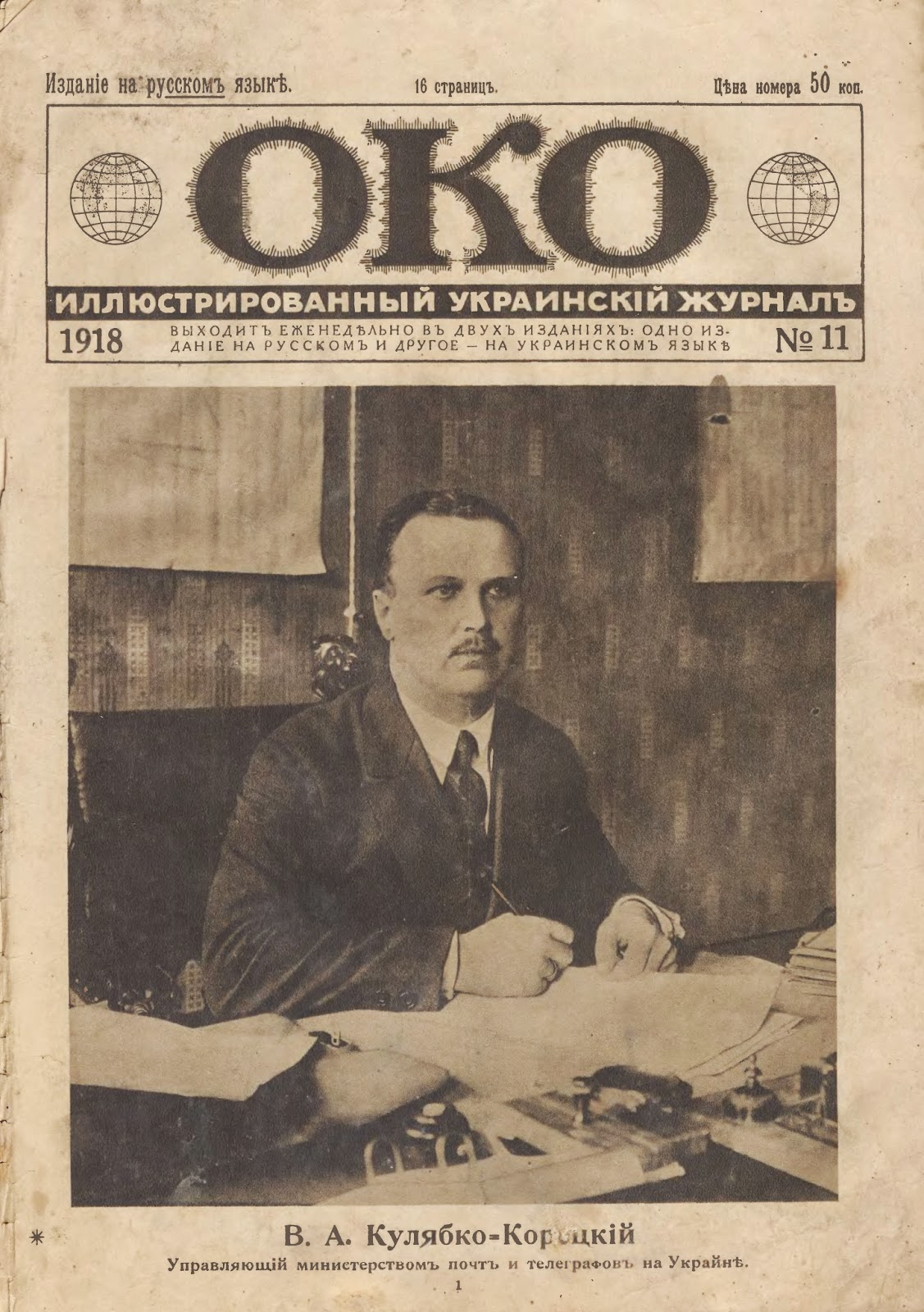
Обкладинка випуску №11 журналу, зображений Віктор Кулябко-Корецький.

«О́ко» — ілюстрований щотижневий журнал, який видавався у Києві у 1918 році за часів Української Держави. Всього було надруковано 18 номерів журналу, по 16 сторінок кожний. Редактор — Ф. Лінденов. У журналі всебічно висвітлювали життя в Україні: діяльність гетьманського уряду, стан українського війська, розвиток культури, демонстрували побут і одяг українців у різних історико-географічних регіонах. Писали також про світ: реагували на резонансні світові події, знайомили з іншими державами й екзотичними куточками світу.